# 肯奇塔·卡皮奥-莫拉莱斯
肯奇塔·卡皮奥-莫拉莱斯（英語：Conchita Carpio-Morales，1941年6月19日—），是菲律宾的监察专员，曾出任菲律賓大理院大法官。

## 生平
1941年，出生。
1964年，获得菲律宾大学获经济学学士学位。
1968年，获得菲律宾大学获法学学士学位。
1971年，加入了律政司担任律政司司长的特别助理。
1986年，为帕赛市的初审法院（RTC）法官。
1994年，到菲律宾上诉法院任职。
2002年，任菲律宾大理院大法官。
2011年，任菲律宾监察专员。